# Campionati europei di sollevamento pesi 1900
I Campionati europei di sollevamento pesi 1900, 4ª edizione della manifestazione, si svolsero a Rotterdam nel corso del 1900.

## Resoconto
Si disputarono in formato "Open", senza limiti di peso. Non si conoscono la formula né i risultati: soltanto il nome dei primi tre classificati, di Belgio, Germania e Francia.

## Risultati
| Evento | Oro              | Argento        | Bronzo       |
| ------ | ---------------- | -------------- | ------------ |
| Open   | François De Haas | Heinrich Rondi | Émile Deriaz |

## Medagliere
| Posiz. | Nazione  | Oro | Argento | Bronzo | Totale |
| ------ | -------- | --- | ------- | ------ | ------ |
| 1      | Belgio   | 1   | 0       | 0      | 1      |
| 2      | Germania | 0   | 1       | 0      | 1      |
| 3      | Francia  | 0   | 0       | 1      | 1      |
| Totale | Totale   | 1   | 1       | 1      | 3      |